# 西郡 (英國)

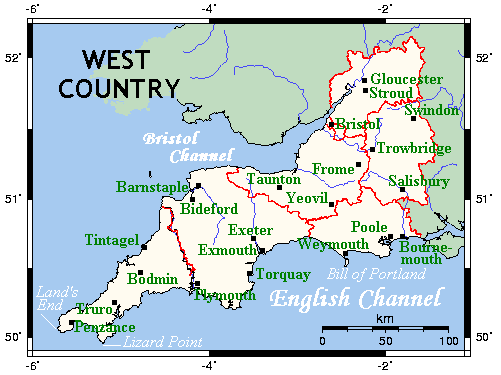
西郡在西南英格蘭的位置

西郡（英語：West Country）是指英格蘭西南部的一個地區。除了指布里斯托爾灣和英吉利海峽之間之外，西南部的界線並沒有明確定義，通常包括康沃爾郡、德文郡、多塞特郡、薩默塞特郡，並且有時也包括格洛斯特郡和威尔特郡的部分地區。有時英國西南部和西南英格蘭等義。該地區有著自己獨特的方言。